# Stanhopea nicaraguensis
Stanhopea nicaraguensis är en orkidéart som beskrevs av Günter Gerlach. Stanhopea nicaraguensis ingår i släktet Stanhopea och familjen orkidéer. Inga underarter finns listade i Catalogue of Life.

## Bildgalleri

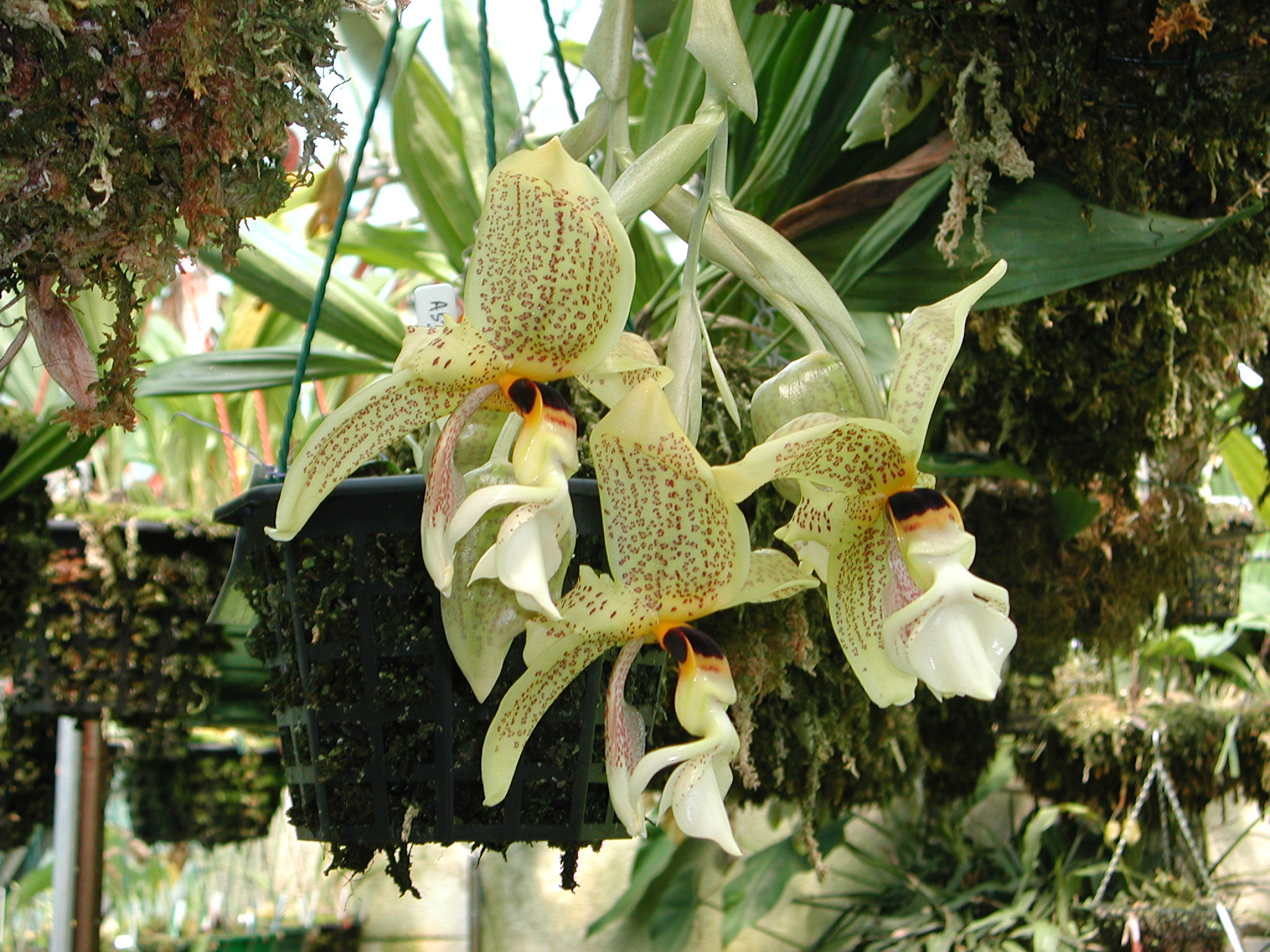
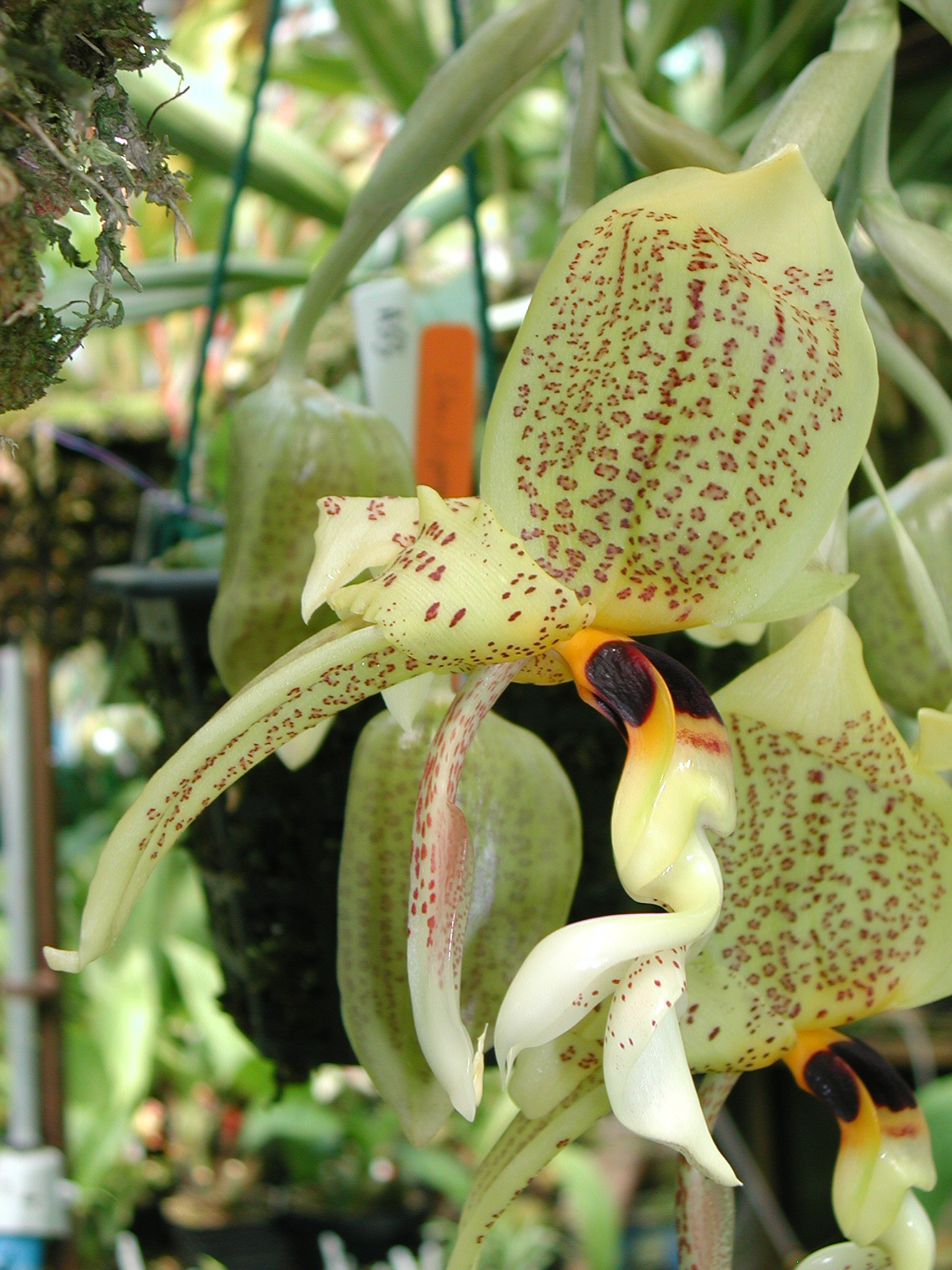
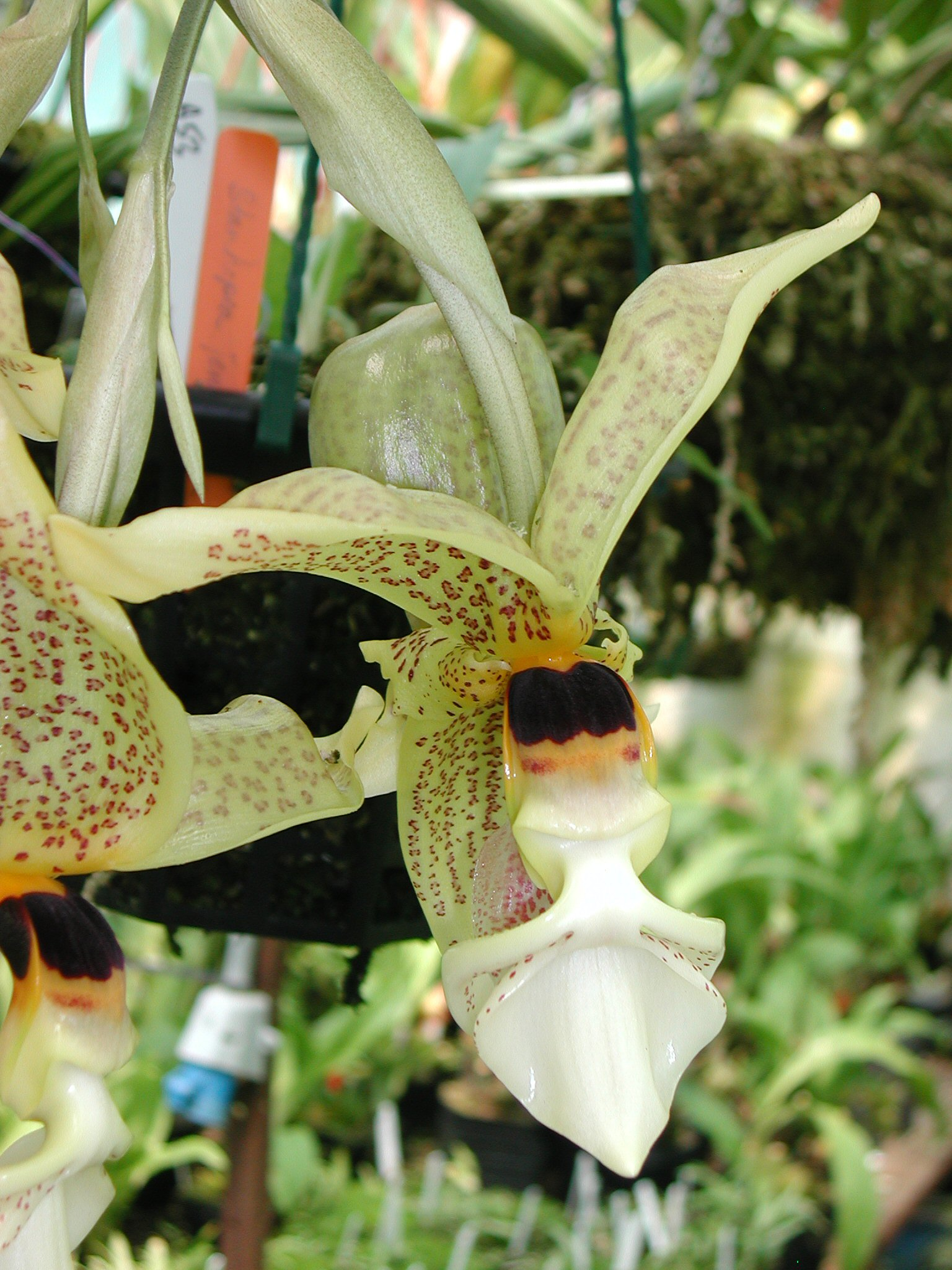
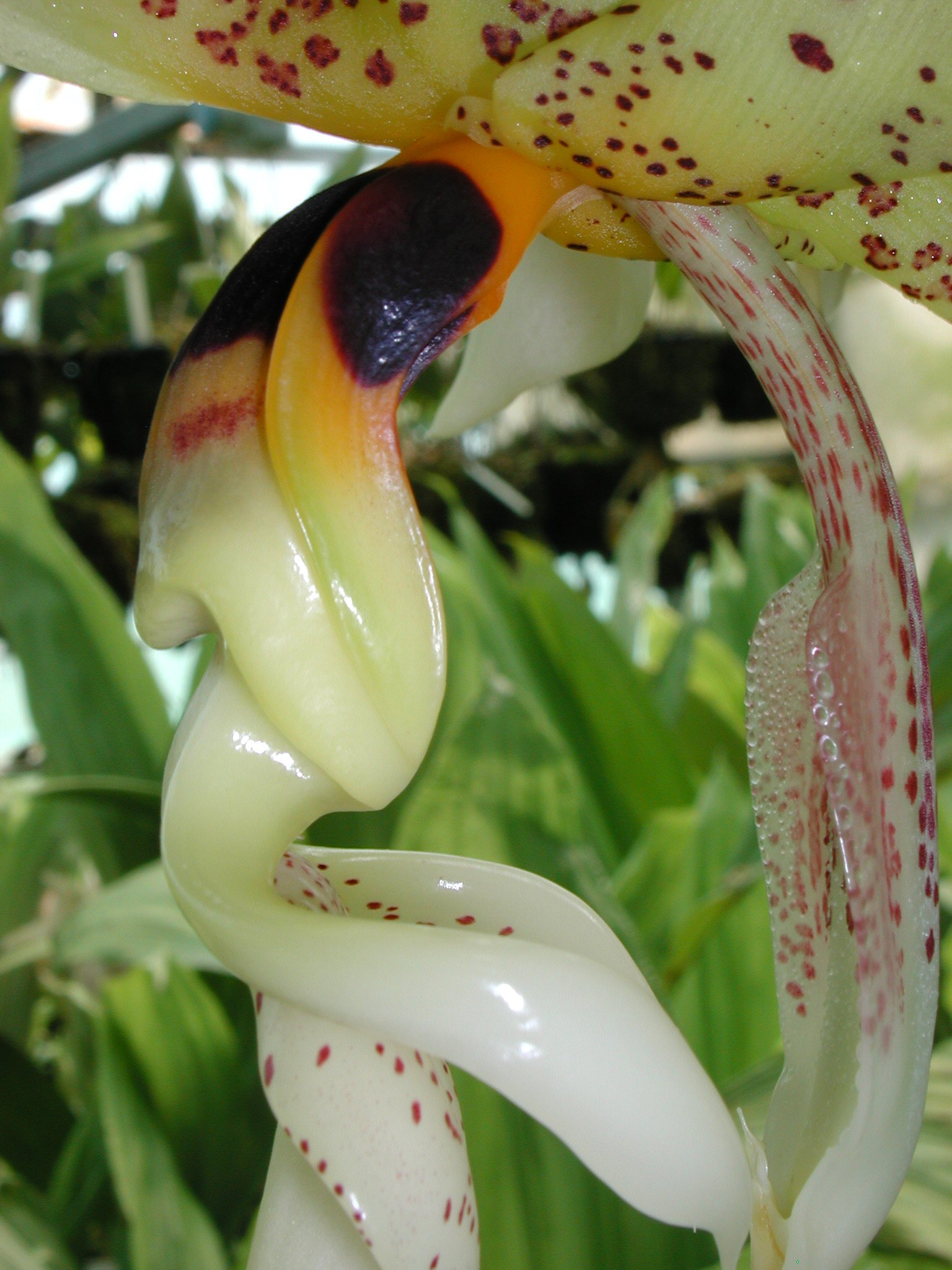